# Waleed Hamzah
Waleed Hamzah (Catar; 17 de junio de 1982) es un exfutbolista de Catar que jugaba en la posición de delantero.

## Carrera

### Club
| Periodo   | Club          |
| --------- | ------------- |
| 1999–2011 | Al-Arabi Doha |
| 2011–2012 | Al-Wakrah SC  |
| 2012–2013 | Al-Gharafa SC |
| 2013–2014 | Al-Ahli Doha  |
| 2014–2015 | Al-Wakrah SC  |

### Selección nacional
Jugó para Qatar en 37 ocasiones del 2000 al 2007 y anotó nueve goles; participó en la copa Mundial de Fútbol Sub-17 de 1999, en los Juegos Asiáticos de 2002 y en dos ediciones de la Copa Asiática.

## Logros

### Club
- Copa del Jeque Jassem: 3

2008, 2010, 2011

### Individual
- Futbolista Joven del Año de Asia en 1999.
- Equipo Ideal de la Copa Mundial de Fútbol Sub-17 de 1999.